# Torbalı

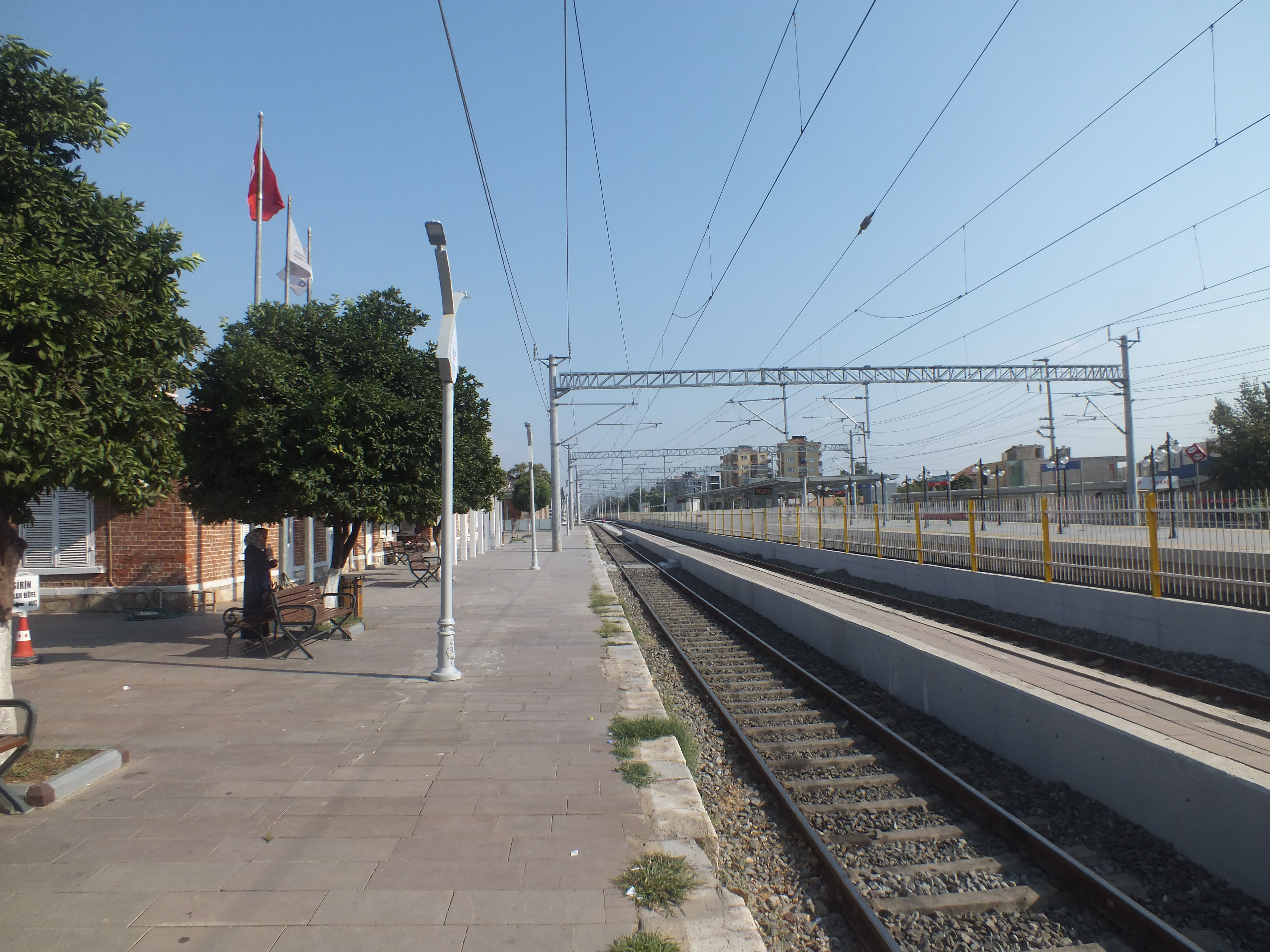
Torbalı train station

Torbalı est une ville de Turquie qui comptait 110 498 habitants en 2008.